# Vladica Kovačević
Vladimir "Vladica" Kovačević (szerb cirill betűkkel: Bлaдимиp Bлaдицa Koвaчeвић; Ivanjica, 1940. január 7. – Belgrád, 2016. július 28.) szerb edző, korábbi labdarúgó.
A jugoszláv válogatott tagjaként részt vett az 1962-es világbajnokságon.

## Sikerei, díjai
Partizan Beograd
- Jugoszláv bajnok (4): 1960–61, 1961–62, 1962–63, 1964–65
- Jugoszláv kupa (2): 1953–54, 1956–57

Egyéni
- A bajnokcsapatok Európa-kupájának társgólkirálya (1): 1963–64